# Money and Cigarettes
Money and Cigarettes è l’ottavo album in studio di Eric Clapton, pubblicato nel 1983.
Tra i musicisti è presente Donald Dunn, che ha suonato in alcune canzoni dello Zecchino d'Oro 1983, come Evviva noi, canzone vincitrice della manifestazione.

## Tracce

### Lato A
1. Everybody Oughta Make A Change – 3:16 (Sleepy John Estes)
2. The Shape You're In – 4:08 (Eric Clapton)
3. Ain't Going Down – 4:01 (Eric Clapton)
4. I've Got A Rock 'N' Roll Heart – 3:13 (Steve Diamond, Troy Seals, Tony Seals, Eddie Setzer)
5. Man Overboard – 3:45 (Eric Clapton)

### Lato B
1. Pretty Girl – 5:29 (Eric Clapton)
2. Man In Love – 2:46 (Eric Clapton)
3. Crosscut Saw – 3:30 (R. G. Ford)
4. Slow Down Linda – 4:14 (Eric Clapton)
5. Crazy Country Hop – 2:46 (Johnny Otis)

## Formazione
- Eric Clapton - voce, chitarra, slide guitar
- Ry Cooder - chitarra
- Albert Lee - chitarra, cori, tastiera
- Donald Dunn - basso
- Roger Hawkins - batteria
- Chuck Kirkpatrick, John Sambataro - cori